# Bo Geens
Bo Geens (sinh 10 tháng 8 năm 1995) là một cầu thủ bóng đá Bỉ hiện tại thi đấu cho Lokeren ở vị trí thủ môn.

## Sự nghiệp
Geens gia nhập MVV Maastricht năm 2016 mượn từ Lokeren. Anh ra mắt tại Eerste Divisie ngày 5 tháng 8 năm 2016 trước Helmond Sport. Anh đá hết toàn bộ trận đấu.